# Max Elger
Max Christian Elger, född 24 november 1973 i Sollentuna, är en svensk politiker och nationalekonom. Han var mellan 2021 och 2022 Sveriges finansmarknadsminister. Sedan den 1 mars 2024 är Max Elger generaldirektör för Statens fastighetsverk.

## Bakgrund
Elger har en doktorsexamen i nationalekonomi från Handelshögskolan i Stockholm, med inriktning mot makroekonomi och tillväxtteori. Han har tidigare arbetat som utredningsekonom på Finanspolitiska rådet (2011–2012).

## Politisk karriär
Elgers karriär som politisk tjänsteman innefattar uppdrag som politisk sekreterare med ansvar för jobb och ekonomi inom Mona Sahlins stab och som politiskt sakkunnig på Finansdepartementet (2007–2011). Därefter tillträdde han som budgetchef hos Socialdemokraterna (2012–2014).
I oktober 2014 utsågs Elger till statssekreterare hos finansminister Magdalena Andersson. Till följd av regeringsombildningar har Elger haft tre olika uppdrag som statssekreterare, och ansvarade slutligen för ekonomisk politik och internationellt ekonomiskt samarbete. Elger lämnade uppdraget som statssekreterare den 30 november 2021 när han utsågs till statsråd med titeln finansmarknadsminister.